# Kalak
Kalak is een bestuurslaag in het regentschap Pacitan van de provincie Oost-Java, Indonesië. Kalak telt 3316 inwoners (volkstelling 2010).